# Dobczyce
Dobczyce é um município da Polônia, na voivodia da Pequena Polônia e no condado de Myślenice. Estende-se por uma área de 12,97 km², com 6 469 habitantes, segundo os censos de 2016, com uma densidade de 498,8 hab/km².